# Gustav Nitsche
Gustav Nitsche (* 27. April 1892 in Greppin; † 9. April 1966) war ein deutscher KPD-Funktionär. Er war Mitglied des Zentralkomitees (ZK) der KPD.

## Leben
Nitsche, Sohn eines Fabrikarbeiters, absolvierte eine Ausbildung zum Maschinenschlosser. Nach seinem Militärdienst arbeitete Nitsche bis April 1933 als Schlosser bei der Aktiengesellschaft für Anilinfabrikation in Wolfen und gehörte dort dem Betriebs- und Arbeiterrat an.
1911 trat er der SPD bei. 1918 wechselte er zur USPD und kam mit der USPD-Linken im Dezember 1920 zur KPD. Nitsche war zeitweise Polleiter der Ortsgruppe Greppin der KPD sowie Mitglied der Unterbezirksleitung Bitterfeld und der Bezirksleitung Halle-Merseburg. Ab Mai 1924 wurde er zum Gemeindevertreter in Greppin gewählt, 1929 in den Kreistag von Bitterfeld. 
1930 wurde Nitsche aus dem Deutschen Metallarbeiter-Verband ausgeschlossen und wurde anschließend Mitglied der Revolutionären Gewerkschafts-Opposition. Er vertrat die mitteldeutschen chemischen Betriebsarbeiter als Delegierter auf dem XII. Parteitag der KPD im Juni 1929 in Berlin-Wedding. Auf diesem wurde Nitsche ins ZK der KPD gewählt, dem er bis 1931 angehörte. 
Nach der „Machtergreifung“ der Nationalsozialisten wurde er am 6. Mai 1933 verhaftet und verblieb bis April 1934 in „Schutzhaft“ im KZ Lichtenburg. Anschließend stand er bis 1940 unter Polizeiaufsicht. Nitsche fand Arbeit als Notstandsarbeiter bzw. Schlosser im Kraftwerk Bitterfeld. 
Ende April 1945 wurde er von der amerikanischen Militärkommandantur als Bürgermeister von Greppin eingesetzt. Als die Rote Armee – gemäß den alliierten Vereinbarungen von Jalta – am 1. Juli 1945 die Region besetzte, wurde er als Bürgermeister bestätigt und blieb in diesem Amt bis 1950. Anschließend arbeitete Nitsche wieder als Schlosser in der Farbenfabrik Wolfen. Seit 1946 war Nitsche Mitglied der SED.

## Ehrungen
- In Wolfen-Nord war bis 1992 die 10. POS „Gustav Nitsche“ nach ihm benannt.